# 警視庁皇宮警察部
警視庁皇宮警察部（けいしちょうこうぐうけいさつぶ）とは、1947年（昭和22年）1月1日から1948年（昭和23年）3月までの間、「警視庁皇宮警察部設置制」（昭和21年12月28日勅令第628号）に基き、警視庁に設置された皇宮警察である。

## 概要
1945年（昭和20年）9月に設置された禁衛府（旧近衛師団は皇宮衛士総隊、旧皇宮警察部は皇宮警察部。）は、1946年（昭和21年）3月に廃止された。禁衛府のうち、旧皇宮衛士総隊は完全に解体されたが、皇宮警察部は宮内省皇宮警察署と改組され、すぐに警視庁に移管されることとなり、その結果誕生したのが、この警視庁皇宮警察部である。
1948年（昭和23年）3月に旧警察法が施行され、警視庁が東京都を管轄する自治体警察になったことから、国家地方警察本部に移管され皇宮警察府となり、更に改組を経て現在の皇宮警察本部となる。
警視庁皇宮警察部当時の任務は、宮城、赤坂離宮、青山御所、京都皇宮等の警備及び消防を掌ることであった。
職員は皇宮護衛官とされ、それぞれ
1. 皇宮警察部長（1人）
2. 皇宮警視（6人）…分遣所長にもなる。
3. 皇宮警部（20人）
4. 皇宮警部補（35人）
5. 皇宮警手（716人）

とされ、皇宮警視以上が2級（旧奏任官）、皇宮警部以下が3級（旧判任官）とされた。
勅令施行の際に、現に皇宮警察署の出仕であった者はそのまま皇宮護衛官となった。それまでの宮内省皇宮警察署がほぼそのまま皇宮警察部に移行した。

## 部長
- 岡松進次郎：1947年1月1日[1] - 1948年3月